# Polizeigewerkschaft Spanien
Die Einheitsgewerkschaft der Polizei (spanisch Sindicato Unificado de Policía; kurz SUP) ist eine Vereinigung spanischer Polizeiangehöriger, die beim Cuerpo Nacional de Policía auf allen Ebenen und in allen Bereichen tätig sind.
Die SUP wurde als Gewerkschaftsunion am 28. Februar 1978 in Sevilla gegründet und ist Mitglied der European Confederation of Police (EUROCOP). Die aktuelle Generalsekretärin ist Mónica Gracia Sánchez. Ihr Vorgänger José Manuel Sánchez Fornet, der mehr als 20 Jahre Präsident der SUP war, wurde zum Ehrenpräsidenten ernannt. Derzeit hat die Gewerkschaft rund 33.000 Mitglieder (Stand: 2013). Die SUP ist auch Herausgeberin einer Monatszeitschrift.